# Чемпіонат Болгарії з футболу 1928
Державний чемпіонат Болгарії 1928 — 4-й сезон найвищого рівня футбольних змагань Болгарії. У турнірі взяли участь лише 5 клубів, переможців чемпіонатів областей Болгарії. Чемпіоном вперше стала Славія.

## Перший раунд
| Команда 1                 | Рахунок | Команда 2      |
| ------------------------- | ------- | -------------- |
| Княгиня Марія-Луїза (Лом) | 0:4     | Славія (Софія) |

## 1/2 фіналу
| Команда 1         | Рахунок | Команда 2         |
| ----------------- | ------- | ----------------- |
| Владислав (Варна) | 5:1     | Левські (Русе)    |
| Славія (Софія)    | 5:1     | Левські (Пловдив) |

## Фінал
| Команда 1       | Рахунок | Команда 2         |
| --------------- | ------- | ----------------- |
| 30 вересня 1928 |         |                   |
| Славія (Софія)  | 4:0     | Владислав (Варна) |